# 宮野尹賢
宮野 尹賢（みやの いけん、天和2年（1682年） - 宝暦8年2月29日（1758年4月7日））は、江戸時代に久保田藩で活躍した宗教家・教育者。

## 人物

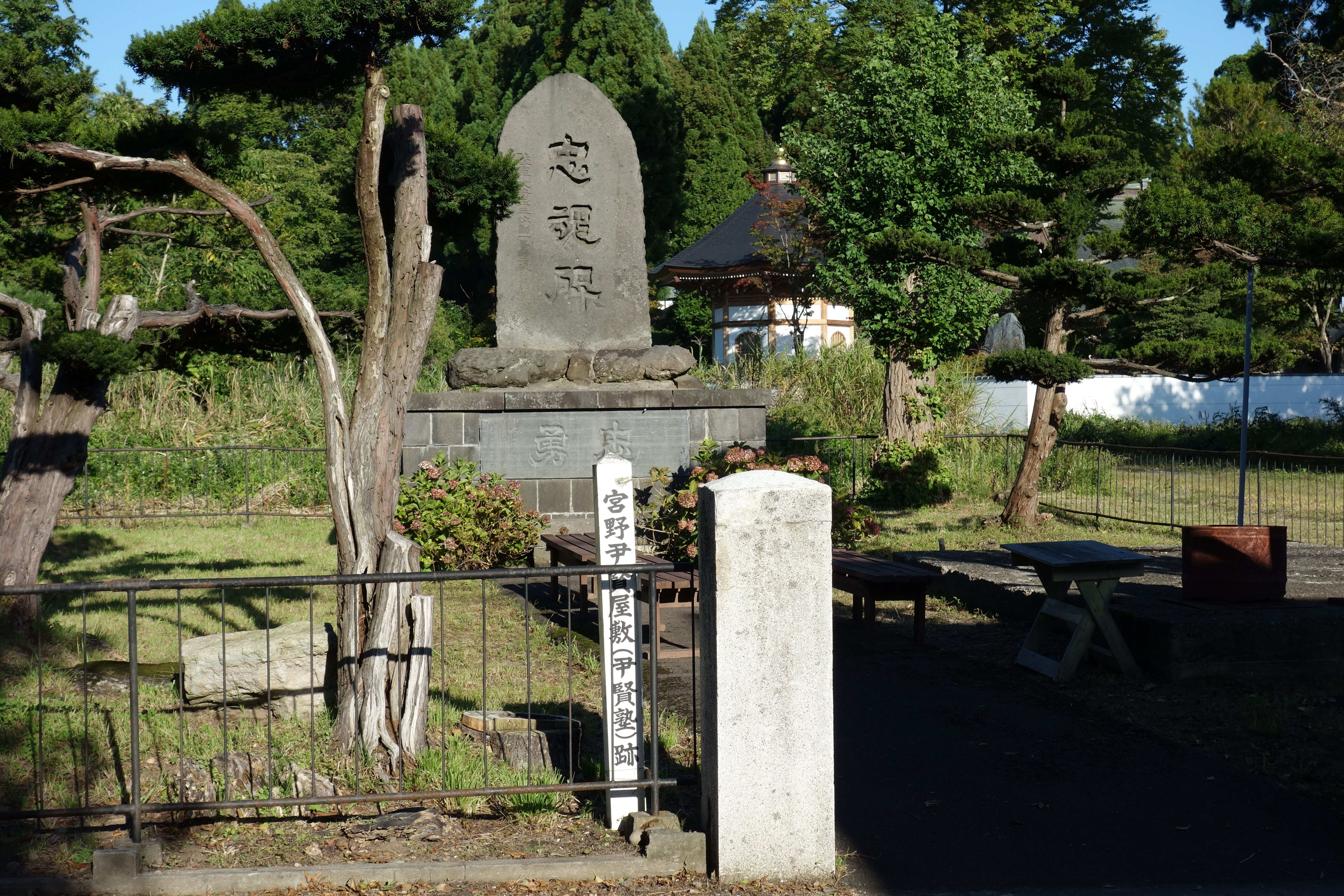
宮野尹賢屋敷跡

天和2年（1682年）に出羽国秋田郡綴子村（現・秋田県北秋田市綴子）の高宇屋敷に生まれたとされる。宮野家は当時、相当の豪農であった。通称は代々の名である「伊兵衛」を襲名し、敏斎と号している。
闊達な性格で幼い頃から学問を好み、正徳5年（1715年）に瀬尾源三郎に伴われて京都に上がり、伊藤仁斎に入門した。享保15年（1730年）故郷に帰り、内館塾を開き門人を集めて漢学と道を説いた。塾は公許され、時の大館城の城代である6代佐竹義村、7代佐竹義休も学んだと言われる。当時、山本郡や北秋田郡の学徒で彼の教えを受ける者は多く、門人の主なものは、神宮寺烈光、般若院英泉、坊沢村の大徳院玄吼などがいる。彼は、京都から一人の女性を連れてきて、礼儀作法などの模範を示したこともあった。
1739年8月、若き日の建部綾足が宮野家に逗留し、病気のため越年している。
彼は有名な蔵書家であったが、京都でも得られない珍本も死ぬ前に皆知人に分け与えたという。彼の蔵書や写本、書簡の一部は内館文庫に所蔵され、主なものは神道常世草、春秋胡氏伝序事考、自縦抄講義、神宮秘伝問答、風犬顛犬病記、七座天神宮鐘銘記など30余種がある。
理財の道にも通じており、現在の国道105号中央部東側に宮野田と呼ばれるほどの多くの美田を持っていた。また、時の弘前藩主に米4万俵を貸し付け、その抵当として弘前藩内の森林で今でも宮野沢と呼ばれている場所があると言われる。
松橋栄信は『鷹巣地方研究』第九号に「鷹巣町の文化財展に竹内氏(綴子神社)の宮野尹賢の書簡が出品されたことがある。通読してのうろ覚えだが、尹賢は京都滞在中の般若院栄泉に依頼して、書籍十数点を注文、その本は大館の長井某、もしくは岩瀬の伊多波武助の船荷に托して送ってもらいたいという趣旨だった」と記している。これにより、宮野尹賢と般若院栄泉、伊多波武助の繋がりがうかがえる。